# Emmy Lisken
Emmy Lisken (* 3. Februar 1923 in Moers; † 11. Oktober 2020 in Berlin; Ehename: Emmy Seiltgen) war eine deutsche Opern-, Konzert- und Oratoriensängerin (Alt) und Gesangspädagogin.

## Leben
Lisken studierte Gesang am Konservatorium der Stadt Düsseldorf bei  Franziska Martienssen-Lohmann. Als Opernsängerin debütierte sie am  Theater Basel, gefolgt von einem Engagement an der Oper Köln. Dort brillierte  sie im Jahr 1957 in der Uraufführung von Wolfgang Fortner Oper Bluthochzeit in der Rolle von Leonardo Frau. Ein Live-Mitschnitt der Premiere erschien 50 Jahre später.
Ab 1958 war sie in erster Linie als Konzert- und Oratoriensängerin auf den großen nationalen und internationalen Musikbühnen tätig.
Lisken unterrichtete Gesang von 1976 bis 1998 am Leopold-Mozart-Konservatorium in Augsburg. Sie war verheiratet mit dem Schauspieler, Theaterregisseur und Theaterintendant Ernst Seiltgen, der von 1973 bis 1995 Intendant des Theater Ingolstadt war. Ihre Tochter ist die Opernsängerin Annette Seiltgen. Ihr Bruder war der Pianist und Komponist Gerd Lisken.